# Тероризам
Тероризам је смишљена употреба незаконитог насиља или претње незаконитим насиљем ради усађивања страха, с намером присиљавања или застрашивања власти или друштва како би се постигли циљеви који су уопштено политички, верски или идеолошки. Овај термин се користи првенствено за описивање насиља против циљева у доба мира или током рата над цивилном популацијом. Изрази „терориста” и „тероризам” су настали током Француске револуције у касном 18. веку, али су стекли популарност током периода кад је Роналд Реаган био председник САД (1981–89) након бомбардовања Бејрутских касарни 1983, као и након напада на Њујорк и Вашингтон у септембру 2001. и на Бали у октобру 2002.
Не постоји широко прихваћена дефиниција тероризма. Као израз са конотацијом дела које је „морално погрешно”, овај термин често користе владе и недржавне групе за осуђивање и класификовање супротстављених група. Широке категорије политичких организација су тврдиле да су били укључене у тероризам у циљу даљег остваривања својих циљева, укључујући десничарске и левичарске политичке организације, националистичке групе, религиозне групе, револуционаре и владе. Закони о тероризму усвојени су у многим државама, и њима се тероризам класификује као криминал. Нема универзалне сагласности у погледу тога да ли се тероризам треба сматрати ратним злочином.

Према Глобалној бази података тероризма који одржава Универзитет у Мериленду у Колеџ Парку, више од 61.000 инцидената недржавног тероризма, резултирало је у најмање 140.000 смртних случајева, током периода од 2000. до 2014.

## Дефиниција тероризма
С обзиром да се питањем тероризма бави више наука и дисциплина, тј. да је питање сагледавања појма тероризма мултидисциплинарно, потребно је нагласити да је злочин тероризма у саставу корпуса злочина обухваћен Међународним кривичним правом. Међународно кривично право представља систем правних прописа који у себи садрже норме кривичног права које имају међународни карактер и норме међународног јавног права, усмерених ка кажњавању или примени других санкција према лицима одговорним за кривична дела, која су као таква означена као међународна. У групу кривичних дела означени као међународна кривична дела, пре свега, спадају злочини који су у надлежности Међународног кривичног суда у сагласности са чланом 5 Статута, а то су: ратни злочини, злочин против човечности, геноцид и агресија. Поред наведених, ту си и следећи злочини: узимање талаца, тероризам, злочини против међународно заштићених лица, злочин против службеника Уједињених нација и придруженог особља, злочин који чине плаћеници, злочин производње и стављање у промет наркотика, дрога и других психотропских супстанци, злочин против културне баштине и злочин против животне средине;
Први озбиљан корак у борби против тероризма десио се након убиства југословенског краља Александра и француског министра Бартоа у Марсељу 9. октобра 1934. године, када је Француска и званично предложила оснивање Међународног кривичног суда. У одговору на француски предлог, Савет Лиге народа, одлучио је да оснује комитет експерата који је имао задатак да направи предлог текста конвенције о спречавању злочина тероризма. Нацрт Конвенције о спречавању тероризма, био је усвојен под именом: „Конвенција Лиге народа за спречавање тероризма“
Без обзира што се сви слажу да је тероризам опасна друштвена појава, присутна у различитим формама, кроз историју људског друштва, ни до данас нису изграђени или усклађени јединствени ставови о овом питању.
Кофи Анан, генерални секретар Уједињених нација изјавио је током заседања 57. Генералне скупштине УН-а (4. октобра 2002), да је тероризам по својој природи напад на фундаменталне принципе права, поретка, људских права и мирног решавања сукоба, свих принципа на основу кога се заснива систем УН-а. Уједињене нације имају најзначајније место у пружању правног и организованог оквира у кампањи против тероризма.
Резолуција Савета безбедности 1373 од 28. октобра 2001. године: „... акти, методе и пракса тероризма је супротна циљевима и принципима УН-а...“ Резолуција позива све државе чланице да постану чланице релевантне међународне конвенције и протокола... „и да повећају међусобну сарадњу... у циљу кампање против тероризма оснива се ЦТЦ – Комитет за борбу против тероризма, који ће да прати примену Резолуције Савета безбедности 1373.“
Чак и у оквиру једне земље постоје забуне око јединствене дефиниције тероризма. У Сједињеним Америчким Државама, Стејт департмент тероризам дефинише као предоминантно политички мотивисано насиље извршено против не војних циљева од стране под-националних група или тајних агената, обично са намером утицаја на јавност. Са друге стране Федерални истражни биро, користи другачију форму при дефинисању тероризма: „Тероризам је коришћење озбиљног насиља против лица или имовине, или претња кориштењем истог насиља да се застраши или принуди држава, јавност или било који део јавности, у циљу да се промовишу политички, социјални или идеолошки циљеви“. Оваква разлика између различитих агенција или тела исте владе могу се објаснити различитим оквирима деловања или надлежности. Али разлике постоје и између земаља. Ове разлике нису само производ другачијих схватања појма тероризам, већ и промена других чинилаца које доводе до појаве модерног тероризма или схватања тероризма у савременим условима.
Традиционални концепт тероризма заменио је један нови или како се у теорији назива, „супер тероризам“, представљен и примењен од стране култова или религијски мотивисаних група, опремљених оружјем масовног уништења које су спремни да употребе у сваком тренутку.
Питање шта је тероризам, а шта није, већ дуже времена опседа теоретичаре, експерте и политичаре. Можда би се експерти и сложили око јединствене дефиниције, да питање тероризма у себи не садржи у великој мери и политичку компоненту. До данас није усклађена јединствена дефиниција тероризма, иако је крајње неопходно да се то уради. Често се појам тероризма замењује појмом терора или обрнуто, те је неопходно дати теоријско разграничење између ова два појма. Терор и тероризам су облици насиља примењени од стране малих група, иако у пракси постоје и другачији примери. Појам терора везује се за групу на власти која путем страховладе и другим насилним методама жели да задржи власт, док се појам тероризма везује за групе које имају за циљ смену власти, било да је она демократска или крајње недемократска. У оба случаја жртве су цивили.
Узимајући у обзир велики број дефиниција тероризма, које свака на свој начин полазе од истих или сличних чињеница, оправдано се поставља питање у чему су дате дефиниције истоветне, а у чему се разликују.

### Појмови
Анализом садржаја дефиниција тероризма може се закључити да су у већој или мањој мери заступљени следећи појмови:
1. Претња;
2. Насиље, сила;
3. Страх;
4. Политички аспект-ефекат-циљ;
5. Психолошки ефект и неконтролисана реакција;
6. Насумични одабир мета и жртава;
7. Намерно испланирана и систематски организована акција;
8. Начин борбе;
9. Против правни акт;

Из наведених кључних елемената тероризма може се закључити да тероризам представља против правни акт насиља усмереног против одређене државе са намером да се изазове страх или колективна штета, како би се остварио одређени политички циљ. Ради се о намераваној употреби силе, а тероризам се користи као начин борбе за остварење поменутих политичких циљева.
Све постављене дефиниције морају да разграниче и следећа питања односа тероризма и других облика насиља, односа између тероризма посебно и герилског начина ратовања у смислу ослобађања од окупације, као и питања разграничења тероризма од обичног криминала. Питање разграничења тероризма и терористе од питања борбе за ослобођење и бораца за слободу одвела су покушаје дефинисања тероризма из правне области на поље политике. Дебате које су вођене у Уједињеним нацијама око покушаја дефинисања тероризма, по правилу су завршаване безуспешно, јер су државе имале различите позиције и схватања не само у односу на дефинисање појма, већ и кад је реч о изношеним примерима који би требало да послуже као модел. Први озбиљан покушај био је предлог експерата из Швајцарске и Босне и Херцеговине (Република Српска) да се питању сагледавања опште прихваћене дефиниције тероризма, приступи на начин који је карактеристичан за сва друга кривична или међународно-кривична дела. Ради се о принципу дефинисања појма тероризам где ће се водити рачуна, не према починиоцу (Да ли је то терориста или борац за слободу?), већ према жртви, како је то и уобичајено код других кривичних дела.

### Карактеристике
Тероризам, иако издвојен по неким својим карактеристикама од других злочина и кривичних дела има заједничке следеће заједничке црте:
1. Ради се о делу човека;
2. Постоји друштвена опасност учињеног дела;
3. Виност учињеног дела;
4. Против правност као и одређеност кривичног дела у Закон;

Такође, узимајући у обзир радњу кривичног дела тероризма, централно место у дефинисању и разграничењу појма тероризам од других кривичних дела и злочина мора да има објекат заштите. Под објектом заштите, као што је то одређено чланом 1. Кривичног закона Србије, дефинисано је да су у првом реду објекти заштите човек и грађанин, основна права и слободе, независност и безбедност земље, као и уставни поредак. Посебно место у дефинисању тероризма заузима субјекат или лице које је учинило кривично дело или злочин. Строго правно гледано, терориста или борац за слободу, без разграничења ова два појма, а у ситуацији када је злочин или кривично дело почињено налазе се у истом положају, јер постоји радња, намера, објекат и субјекат кривичног дела. Мотиви извршења могли би се разматрати само као олакшавајуће или ублажавајуће околности, приликом одмеравања казне.

### Елементи
Битно је нагласити четири главна елемента тероризма:
1. Циљ активности су увек или по правилу политичке природе, без обзира да ли се ради о смени режима, смени лица на власти, сецесији одређене територије или делова;
2. Употреба насиља или претње употребом насиља;
3. Жртве су по правилу недужни грађани;
4. Непостојање директне везе између терориста и жртве, тј. напад није усмерен према жртви или жртвама појединачно, већ се терористичким чином жели упутити порука, једној широј заједници (држави, друштву итд.).

Набројаним елементима треба придодати још два. Традиционално се верује да терористи у извођењу својих акција желе да на себе скрену што је могуће већу пажњу. Елемент „јавности“ довео је до тога да многи експерти који се баве тероризмом верују да терористи, заправо, хоће да, поред велике штете, спектакуларношћу извођења акције, привуку велику пажњу других. Други, такође, важан елемент је, свакако, идеологија, било да се ради о варијантама политичког екстремизма или верском фанатизму.
Посебно опасну ситуацију представља појава када се тероризам користи као начин борбе одређених верских и фанатичних група. То значи да се религија користи као мотив за остварење одређених политичких циљева. Иако земље, скоро свака за себе у оквиру унутрашњег законодавства, имају дефинисан тероризам као кривично дело, недостатак јединствене дефиниције на међународном нивоу ствара непотребну празнину. Применом основних правних принципа nullum crimen sine lege и nulla poena sine lege, питање борбе против тероризма на међународном плану нема перспективу, уколико се, у међувремену, не постигне договор о опште прихваћеној дефиницији тероризма и примени санкција.

## Историја
У зависности о тога колико широко се термин дефинише, корени и праксе тероризма се могу пратити до бар првог века. Сикарски Зилоти су радикални изданак Зилота који је био активан у провинцији Јудеја на почетку 1. века. Поједини извори оспоравају да је ова група, заправо била терористичка. Према јеврејско-римском историчару тог времена Јосифу Флавију, након побуне Зилота против Римске власти у Јудеји, кад су неки проминентни јеврејски колаборатори са римски властима били убијени, Јуда Галилејски је формирао мали и екстремнији изданак Зелота, Сикаре, у 6. години. Њихов терор је исто тако био усмерен притив јеврејских „колаборатора”, укључујући храмске свештенике, Садукеје, Херодиаде, и друге богате елите.
Сам термин „тероризам” је оригинално кориштен за описивање акција Јакобинског клуба током „Јакобинске диктатуре” у време Француске револуције. „Терор није ништа друго него правда, брза, озбиљна, нефлексибилна”, изјавио је јакобијански вођа Максимилијан Робеспјер. Године 1795, Едмунд Берк је осудио Јакобинце због пуштања „хиљада тих паклених паса званих Терористи ... да нападају људе” у Француској.
У јануару 1858, италијански патриота Феличе Орсини је бацио три бомбе у покушају атентата на француског цара Наполеона III. Осам посматрача је убијено и 142 је рањено. Тај инцидент је имао пресудну улогу као инспирација за развој раних терористичких група.
Вероватно прва организација која је користила савремене терористичке технике било је Ирско републиканско братство, основано 1858. године као револуционара ирска националистичка група која је изводила нападе у Енглеској. Група је иницирала Фенијску динамитну кампању 1881. године, једну од првих модерних терористичких кампања. Уместо ранијих форми тероризма базираних на политичким атентатима, ова кампања је користила модерне експлозиве контролисане часовником са изричитим намером изазивања страха у самом срцу метрополитанске Британије, како би се постигли политички циљеви.
Још једна рана терористичка група је била Народна воља, основана у Русији 1878. године као револуционарна анархистичка група инспирисана Сергејом Нечаевим и „пропагандом мртвих” терористе Карла Писакана. Ова група је развила идеје као што је циљно убијање 'лидера угњетавања' — које су постале заштитни знак каснијег насиља малих недржавних група. Они су били убеђени да технологије у развоју током тог доба, попут проналаска динамита, омогућавају директне и дискриминантне нападе. Они су били прва анархистичка група која је широко користила динамит.
Ученици који изучавају тероризам разликују четири главна таласа глобалног тероризма: „анархистички, антиколонијални, новолевичарски и религиозни. Прва три су завршена и трајала су око 40 година, а четврти је у својој трећој деценији.”

## Почеци модерног тероризма у 20. веку
Једна од првих терористичких организација била је јеврејска Лехи (хебр. Lohamei Herut Israel), основана циљем да на тлу Палестине успостави јеврејску државу и почне са већом имиграцијом Јевреја. Прве жртве је ционистичке групе били су енглески Лорд Мојн у Каиру. 1946. бомба у јерусалимском хотелу Краљ Давид убије 91 британских војника а годину касније направе покољ палестинског заселка Дејр Јашин, где страда око 250 Палестинаца.
Сличним циљем је 1929. основана терористичка група Иргун (хебр. Ha'Irgun Ha'Tsvai Ha'Leumi B'Eretz Yisrael)